# Araya (Liban)
Pour les articles homonymes, voir Araya.
Araya (orthographiée aussi Aaraiya, Aaraya, Arayia, Areya ou Areiya) est un village du Liban située 12 km à l'Est de Beyrouth sur la route de Damas (Syrie).
- Gentilé : Arayote.

## Situation géographique
Colline dans le district de Baabda, dans la région du Mont Liban, Araya compte 3500 habitants (état en 2014) sur une superficie de 3,26 km².
Elle se situe à une altitude moyenne de 500 m et fait face au Sannine (montagne de 2 000 m d'altitude). Elle est entourée de forêts constituées essentiellement de chênes et pins. Quelques traces de cultures subsistent notamment d'oliviers, de figuiers, de vignes, de mûriers,.. ou de cultures agricoles anciennes.
Le climat est peu humide et tempéré en été et froid en hiver.

## Histoire
Habité depuis le XVe siècle, Araya compte quelques centaines d'agriculteurs et de fermiers lorsqu'en 1860 le village est totalement incendié et saccagé. Les archives et les documents les plus anciens remontent donc à cette époque.
Village chrétien, Araya est à 90 % catholique et 10 % orthodoxe.
Tous les habitants ou presque sont propriétaires de leurs maisons et de leurs terrains agricoles. Le village devient de plus en plus résidentiel depuis la fin de la guerre civile au Liban en 1990.
Les relations avec les autres communautés sont plutôt commerciales et sociales et seulement quelquefois politiques.

## Économie
Délaissant l'agriculture, les habitants sont majoritairement des artisans et pour le reste des fonctionnaires, employés ou commerçants. Beaucoup aussi se déplacent vers les villes avoisinantes pour exercer leur métier.
Bon nombre de jeunes s'expatrient vers d'autres pays arabes pour travailler dans le secteur du bâtiment surtout pour le moulage du plâtre décoratif.

## Ville jumelée
- Cholet (France) depuis 2004

Une Charte de Coopération décentralisée a été signée le 12 décembre 2003 à la Mairie de Cholet,entre le village d'Araya (Liban) représenté par Constantin Alfred Irani Président du Conseil Municipal, et la Ville de Cholet en France représentée par son Maire, Gilles Bourdouleix, Député de Maine-et-Loire. Le document officiel est conservé en deux exemplaires, l'un à la mairie de Cholet, et l'autre à la municipalité d'Araya